# Pont-de-Vaux
Pont-de-Vaux és un municipi francès situat al departament de l'Ain i a la regió d'Alvèrnia-Roine-Alps. L'any 2007 tenia 2.130 habitants.

## Demografia

### Població
El 2007 la població de fet de Pont-de-Vaux era de 2.130 persones. Hi havia 976 famílies de les quals 432 eren unipersonals (163 homes vivint sols i 269 dones vivint soles), 276 parelles sense fills, 171 parelles amb fills i 97 famílies monoparentals amb fills.
La població ha evolucionat segons el següent gràfic:
Habitants censats

### Habitatges
El 2007 hi havia 1.190 habitatges, 999 eren l'habitatge principal de la família, 51 eren segones residències i 140 estaven desocupats. 564 eren cases i 622 eren apartaments. Dels 999 habitatges principals, 430 estaven ocupats pels seus propietaris, 549 estaven llogats i ocupats pels llogaters i 20 estaven cedits a títol gratuït; 24 tenien una cambra, 136 en tenien dues, 240 en tenien tres, 252 en tenien quatre i 346 en tenien cinc o més. 562 habitatges disposaven pel capbaix d'una plaça de pàrquing. A 512 habitatges hi havia un automòbil i a 301 n'hi havia dos o més.

### Piràmide de població
La piràmide de població per edats i sexe el 2009 era:
| Homes | Edats   | Dones |
| ----- | ------- | ----- |
| 4     | 95 o +  | 16    |
| 8     | 90 a 94 | 40    |
| 24    | 85 a 89 | 76    |
| 28    | 80 a 84 | 40    |
| 64    | 75 a 79 | 84    |
| 48    | 70 a 74 | 80    |
| 28    | 65 a 69 | 48    |
| 52    | 60 a 64 | 36    |
| 48    | 55 a 59 | 28    |
| 52    | 50 a 54 | 40    |
| 68    | 45 a 49 | 68    |
| 64    | 40 a 44 | 64    |
| 52    | 35 a 39 | 56    |
| 68    | 30 a 34 | 64    |
| 76    | 25 a 29 | 64    |
| 44    | 20 a 24 | 44    |
| 48    | 15 a 19 | 72    |
| 61    | 10 a 14 | 48    |
| 56    | 5 a 9   | 36    |
| 28    | 0 a 4   | 64    |

## Economia
El 2007 la població en edat de treballar era de 1.200 persones, 946 eren actives i 254 eren inactives. De les 946 persones actives 828 estaven ocupades (433 homes i 395 dones) i 119 estaven aturades (53 homes i 66 dones). De les 254 persones inactives 115 estaven jubilades, 60 estaven estudiant i 79 estaven classificades com a «altres inactius».

### Ingressos
El 2009 a Pont-de-Vaux hi havia 1.000 unitats fiscals que integraven 2.029,5 persones, la mediana anual d'ingressos fiscals per persona era de 16.444 €.

### Activitats econòmiques
Dels 209 establiments que hi havia el 2007, 2 eren d'empreses extractives, 7 d'empreses alimentàries, 2 d'empreses de fabricació de material elèctric, 2 d'empreses de fabricació d'elements pel transport, 10 d'empreses de fabricació d'altres productes industrials, 13 d'empreses de construcció, 56 d'empreses de comerç i reparació d'automòbils, 3 d'empreses de transport, 23 d'empreses d'hostatgeria i restauració, 3 d'empreses d'informació i comunicació, 11 d'empreses financeres, 5 d'empreses immobiliàries, 17 d'empreses de serveis, 35 d'entitats de l'administració pública i 20 d'empreses classificades com a «altres activitats de serveis».
Dels 62 establiments de servei als particulars que hi havia el 2009, 1 era una oficina d'administració d'Hisenda pública, 1 gendarmeria, 1 oficina de correu, 4 oficines bancàries, 2 funeràries, 5 tallers de reparació d'automòbils i de material agrícola, 2 tallers d'inspecció tècnica de vehicles, 2 autoescoles, 1 paleta, 1 guixaire pintor, 3 fusteries, 2 lampisteries, 2 electricistes, 2 empreses de construcció, 8 perruqueries, 4 veterinaris, 12 restaurants, 4 agències immobiliàries, 2 tintoreries i 3 salons de bellesa.
Dels 27 establiments comercials que hi havia el 2009, 1 era un hipermercat, 1 una botiga de més de 120 m², 4 fleques, 1 una fleca, 4 llibreries, 5 botigues de roba, 1 una botiga de roba, 1 una botiga d'equipament de la llar, 1 una sabateria, 1 una botiga de mobles, 3 drogueries, 1 una perfumeria i 3 floristeries.
L'any 2000 a Pont-de-Vaux hi havia 7 explotacions agrícoles.

## Equipaments sanitaris i escolars
El 2009 hi havia 1 hospital de tractaments de curta durada, 1 hospital de tractaments de mitja durada (seguiment i rehabilitació), 1 un hospital de tractaments de llarga durada, 3 farmàcies i 1 ambulància.
El 2009 hi havia 1 escola maternal i 1 escola elemental. Pont-de-Vaux disposava d'un col·legi d'educació secundària amb 347 alumnes.

## Poblacions més properes
El següent diagrama mostra les poblacions més properes.